# NGC 723
NGC 723 je galaksija u zviježđu Kit.

## Vanjske poveznice
- SEDS: NGC 723